# Cartersville
Cartersville é uma cidade localizada no estado americano de Geórgia, no Condado de Bartow.

## Demografia
Segundo o censo americano de 2000, a sua população era de 15.925 habitantes.
Em 2006, foi estimada uma população de 17.407, um aumento de 1482 (9.3%).

## Geografia
De acordo com o United States Census Bureau tem uma área de
60,9 km², dos quais 60,6 km² cobertos por terra e 0,3 km² cobertos por água. Cartersville localiza-se a aproximadamente 254 m acima do nível do mar.

## Localidades na vizinhança
O diagrama seguinte representa as localidades num raio de 20 km ao redor de Cartersville.